# 3 Dumb Clucks
3 Dumb Clucks (br.: Papai perde a cabeça) é um filme estadunidense curta metragem de 1937, dirigido por Del Lord. É o 22º de um total de 190 da série com os Três Patetas produzida pela Columbia Pictures entre 1934 e 1959.

## Enredo
Os Três Patetas estão na prisão quando recebem uma carta da mãe, dizendo que o pai descobriu petróleo em suas terras e ficou milionário mas a abandonou para se casar com uma loira. O trio foge da cadeia e vai ao encontro do pai (Curly Howard em papel duplo, com suíças e monóculo) para impedi-lo, mas esse os suborna e os obriga a irem ao casamento. Enquanto isso, a noiva chamada Daisy (Lucille Lund) planeja matar o pai dos Patetas, com a cumplicidade de seu namorado bandido e os comparsas, logo após o casamento. O pai deles tira as suiças, ficando idêntico a Curly. Quando Daisy quase atropela o trio na rua, ela confunde Curly com o pai e o leva para a cerimônia, se casando com ele. Logo após, o pai de Curly chega ao local e os bandidos tentam matá-lo e se atrapalham com o pai e Curly. Na cena final, os Patetas tentam escapar dos bandidos subindo num mastro da bandeira, mas caem na rua em cima do pai e o levam desacordado de volta para a mãe.

## Lesão de Curly
Durante a cena em que o pai de Curly chega para o casamento e os bandidos o jogam pelo poço do elevador, deveria haver um painel protetor no fundo para amortecer a queda. Contudo, uma saliência do painel não estava coberta e Curly bateu a cabeça ali, ferindo seu couro cabeludo. Ele não foi levado para o hospital e um médico do estúdio foi quem fez um curativo na cabeça do comediante, dando os pontos e o medicando com analgésicos. Alguns tufos de cabelo foram colados para esconder o ferimento. O machucado pode ser visto na cena em que Curly escolhe os chapéus.